# Dussia discolor
Dussia discolor là một loài thực vật có hoa trong họ Đậu. Loài này được (Benth.) Amshoff miêu tả khoa học đầu tiên.